# Domenico Tritto
Domenico Tritto, född 11 juni 1776 i Neapel, död december 1851 i Neapel, var en italiensk tonsättare. Han var son till Giacomo Tritto. 

## Biografi
Domenico Tritto föddes 1776 i Neapel. Han var son till kompositören Giacomo Tritto. Tritto komponerade operor.